# Karl Pivec
Karl Pivec (10. března 1905 Vídeň – 20. října 1974 Innsbruck) byl rakouský historik, profesor pomocných věd historických a středověkých dějin.

## Život a práce
Karl Pivec studoval v letech 1924–1931 historii, dějiny umění, germanistiku a filozofii na Vídeňské univerzitě. Od roku 1930 působil v Monumenta Germaniae Historica ve Vídni. V roce 1931 získal na vídeňské univerzitě doktorát z historie s prací o sbírce dopisů Gerberta z Aurillacu. V letech 1932–1937 byl vědeckým asistentem v Rakouském ústavu pro historický výzkum na Vídeňské univerzitě. V roce 1935 se habilitoval v oboru středověkých dějin a pomocných věd historických na Vídeňské univerzitě prací Studien und Forschungen zur Herausgabe des Codex Udalrici. V letech 1937–1938 byl Pivec asistentem v Rakouském ústavu pro historický výzkum na Vídeňské univerzitě. V letech 1935–1938 vyučoval jako soukromý docent na vídeňské univerzitě. Dne 13. března 1940 podal žádost o členství v NSDAP a 1. dubna 1940 byl přijat (členské číslo 7.980.321).

### Období 2. světové války
V letech 1939–1940 působil jako mimořádný profesor středověkých dějin na univerzitě v Lipsku. V letech 1940–1945 byl mimořádným profesorem pomocných věd historických na univerzitě v Lipsku. V letech 1941 až 1944 se zúčastnil druhé světové války a v roce 1944 se dostal do válečného zajetí ve Francii, kde zůstal až do roku 1946.

### Poválečné období
V roce 1946 byl hostujícím profesorem historie na Vídeňské univerzitě. V letech 1946–1950 pracoval ve Vídni jako novinář na volné noze a příležitostný dělník. V letech 1950–1974 vyučoval Pivec jako řádný profesor středověkých dějin na univerzitě v Innsbrucku a v letech 1954/55 byl děkanem filozofické fakulty univerzity v Innsbrucku. Mezi Pivcovy akademické žáky v Innsbrucku patřili Werner Maleczek a Hans Eberhard Mayer. Jednou z jeho hlavních oblastí výzkumu byl Dietrich von Niem.

## Spisy (výběr)
- Vydal spolu s Alfonsem Lhotským: Viridarium imperatorum et regum Romanorum (= Monumenta Germaniae historica. Scriptores. Vol. 5,1). Hiersemann, Stuttgart 1956.
- s Hermannem Heimpelem: Neue Forschungen zu Dietrich von Niem (= Nachrichten der Akademie der Wissenschaften zu Göttingen, Philologisch-Historische Klasse. Jahrgang 1951, vol. 4) Vandenhoeck & Ruprecht, Göttingen 1951.